# یواس‌ان‌اس میشن کاپیسترانو (تی-ای‌او-۱۱۲)
یواس‌ان‌اس میشن کاپیسترانو (تی-ای‌او-۱۱۲) (به انگلیسی: USNS Mission Capistrano (T-AO-112)) یک کشتی بود که طول آن 524 ft 0 in (160 m) بود. این کشتی در سال ۱۹۴۴ ساخته شد.